# Musée paysan et artisanal
Le Musée paysan et artisanal est un musée d'arts et traditions populaires situé à La Chaux-de-Fonds (Suisse).

## Historique
Le musée est installé dans une ferme neuchâteloise du début du XVIIe siècle, datant plus précisément de 1612, l'un des seuls bâtiments de La Chaux-de-Fonds épargnés par l'incendie de 1794. Il est ouvert au public depuis 1971.

## Collections
Installé dans une ancienne ferme jurassienne, ce musée reconstitue le cadre de vie des paysans-horlogers de la région au XVIIe siècle qui a forgé l'identité de la région. On peut voir notamment :
- la chambre de l'horloger ;
- les appartements avec une ancienne cuisine et son énorme cheminée-fumoir, la chambre avec alcôve et coussin à dentelle, l'écurie et la grange ;

Le Musée organise de nombreuses expositions et animations sur des thèmes variés de la vie agricole et des métiers artisanaux, sur les us et coutumes des habitants de la région, paysans-horlogers qui ont défriché, façonné, et développé le Haut du canton de Neuchâtel. Le premier dimanche de chaque mois, des dentellières exécutent leurs travaux d'aiguilles en public.